# 阁老顶观音造像
阁老顶观音造像，位于山东省新泰市放城镇。是中华人民共和国山东省省级文物保护单位之一。

## 特点
2006年，列入第二批泰安市文物保护单位。2013年，列入第四批山东省文物保护单位，该文物保护单位是一座石窟寺及石刻。